# 1-й Дальневосточный фронт
Первый Дальневосто́чный фронт (1 ДВФ) — один из фронтов РККА во время советско-японской войны 1945 года.

## История
Образован 5 августа 1945 года; командующий — маршал Советского Союза К. А. Мерецков на базе Приморской группы войск. Полевое управление фронта сформировано на базе полевого управления Карельского фронта. Войска 1-го Дальневосточного фронта располагались в Приморье от станции Губерово до границы с Кореей.
С 9 августа по 2 сентября 1945 года фронт участвовал в стратегической Маньчжурской операции на харбино-гиринском направлении. Войска 1-го Дальневосточного фронта во взаимодействии с Забайкальским, 2-м Дальневосточным фронтами и Тихоокеанским флотом в условиях горно-таёжной местности прорвали укреплённую полосу и разгромили войска японских 1-го и 17-го фронтов Квантунской армии. Взяли несколько восточных районов Маньчжурии и Ляодунский полуостров.
11 августа части 25 армии пересекли китайско-корейскую границу в районе Кёнхына. 15 августа японское командование объявило о капитуляции своих войск в Корее.
1 октября 1945 года фронт расформирован. На базе его войск и полевого управления образован Приморский военный округ.

## Состав
- 1-я Краснознамённая армия
- 5-я армия
- 25-я армия
- 35-я армия
- 9-я воздушная армия
- Чугуевская оперативная группа
- 87-й стрелковый корпус
- 3-й гвардейский механизированный корпус
- 150-й укреплённый район
- 10-й механизированный корпус
- Приморская армия ПВО

Части связи:
- 80-й отдельный Краснознамённый, ордена Александра Невского полк связи[~ 1][~ 2]

## Командование

### Командующий
Маршал Советского Союза Мерецков Кирилл Афанасьевич (5 августа — 1 октября 1945).

### Члены Военного совета
- Генерал-полковник Штыков Терентий Фомич (5 августа — 1 октября 1945);
- Генерал-майор Грушевой Константин Степанович (5 августа — 1 октября 1945).

### Начальник политического управления
- Генерал-майор Калашников Константин Фёдорович (5 августа — 1 октября 1945).

### Начальник штаба
- Генерал-лейтенант Крутиков Алексей Николаевич (5 августа — 1 октября 1945).

### Командующий БТ и МВ
- Генерал-лейтенант танковых войск  Кононов Иван Васильевич (5 августа — 1 октября 1945).

### Командующий артиллерией фронта
- Генерал-лейтенант артиллерии Дегтярев Георгий Ермолаевич (5 августа — 1 октября 1945)[3].

## Газета
Выходила газета «Сталинский воин». Редактор Павлов Борис Потапович (1911—1985)